# Piet Wolters
Pieter Abel Wolters (Groningen, 10 augustus 1920 - Middelburg, 19 augustus 2010) was een Nederlands burgemeester.

## Levensloop
Pieter Abel Wolters liep middelbare school in Groningen. Vervolgens studeerde hij economie aan de Universiteit van Rotterdam. Na zijn afstuderen werkte hij o. a. bij de Noord-Nederlandse Ontwikkelingsmaatschappij (NETO) en bij de verzekeringsmaatschappij de Hollandsche Societeit. Ook was hij vier jaar Directeur van het Industrieschap de Kanaalstreek (samenwerkingsverband tussen zes gemeenten in de provincies Groningen en Drenthe). In die periode lukte het hem een vestiging van Philips in Stadskanaal aan te trekken, belangrijk voor de werkgelegenheid en de infrastructuur in de regio.
Hij betoonde in de eerste helft van de jaren vijftig een bijzondere belangstelling voor de oprichting van de EGKS, Euratom en de EEG, zeker toen hij gekozen had voor een functie in het openbaar bestuur.
Wolters was getrouwd met Tineke Blauwykel en ze hadden vier kinderen.
Hij was lid van de VVD.

## Burgemeester van Coevorden
Wolters was burgemeester van Coevorden van 3 juli 1959 tot 12 februari 1970.
Hij betoogde toen al dat contacten over de landsgrenzen heen binnen een verenigd Europa essentieel waren. Voor Coevorden zorgde hij in 1963 voor een partnerschap met de gemeenten Nordhorn en Palmanova. In die periode was hij lid van een commissie van lokale bestuurders binnen de Raad van Europa in Straatsburg. Hij ondersteunde ook de grensoverschrijdende activiteiten met gemeenten en regio's in Duitsland.
In de gemeente beheerde hij de portefeuilles industrialisatie, ruimtelijke ordening, financiën en onderwijs.
Hij had veel aandacht voor de industrialisatie en werkgelegenheid in de gemeente. Een industrieterrein werd aangelegd. Coevorden werd erkend en gesubsidieerd als 'primaire industrialisatiekern'. In 1966 had hij te maken met het stopzetten van de activiteiten van de haardenfabriek DAVO. Ter vervanging werd de vennootschap 'Linoleum-Krommenie' aangetrokken. Net op de dag van zijn benoeming in Middelburg, brandde de industriehal van de N.V. Wegenbouw af, een van de eerste bedrijven die hij naar Coevorden had gebracht. Er werd onmiddellijk aan de heropbouw begonnen.
Op het gebied van onderwijs had hij te maken met het verlies van de kweekschool, die naar Emmen ging. Ter vervanging werd in Coevorden een volledige scholengemeenschap (Gymnasium, Atheneum, HAVO, MAVO) ontwikkeld.
De geschiedenis van deze oudste gemeente in Drenthe genoot zijn bijzondere belangstelling en hij zette zich tevens in voor het behoud van het bouwkundig erfgoed. In die tijd werd meer bekend over de fundamenten van het Kasteel, dat later weer is opgebouwd

## Burgemeester van Middelburg
Vervolgens was hij burgemeester van Middelburg in Zeeland van 21 februari 1970 tot 31 augustus 1985. Hij droeg er bij aan de stedelijke ontwikkeling en bouwde de internationale contacten van de stad uit.
Hij zette zich verder in voor grensoverschrijdende contacten, waarvan hij een groot voorstander was. In de praktijk van dit burgemeesterschap zorgde hij voor het intensiveren van de contacten met de zustersteden van Middelburg, Folkestone (1950) en Vilvoorde (1965). Zelf zorgde hij voor het tot stand komen van een overzeese verbroedering met de stad Nagasaki in Japan (1978).
Wolters was zowel plaatselijk als landelijk en internationaal actief in de beweging om méér zorg te besteden aan het bouwkundig erfgoed. In Middelburg deed hij dit hand in hand met de bevoegde wethouder W. Baars.
De ontwikkeling van Middelburg als monumentenstad, waarmee in de jaren zestig een begin was gemaakt, is door hem met zodanig enthousiasme voortgezet dat Middelburg een Europese erkenning als monumentenstad verwierf.
Ook in Middelburg was het aantrekken van industrie en de zorg voor de werkgelegenheid een van de belangrijke taken van de burgemeester. Met zijn achtergrond als econoom, zijn ervaringen bij de NETO, het Industrieschap en in Coevorden was hij daarvoor goed toegerust. Dat Hema, Blokker en C&A zich in Middelburg vestigden was voor een belangrijk deel zijn werk.
Zowel Coevorden als Middelburg waren steden waarin van de burgemeester ook werd verwacht dat hij een burgervader was. Die rol lag hem, in een hecht team met zijn vrouw, goed.

## Europese activiteiten
Bestuurlijk keek hij vanaf het begin over de stads- en landgrenzen heen. Hij was zowel nationaal als internationaal bestuurlijk actief.
Europese activiteiten.
Zijn pleidooien voor reguliere uitwisselingen met zustersteden in Europa brachten hem in contact met de Raad van Europese Gemeenten (REG, later REGR), een vereniging van gemeenten die was gebaseerd op de gedachte dat een verenigd Europa niet alleen van bovenaf, maar vooral van onderuit tot stand moest komen, via het lokale bestuur en de burgers. Hij kreeg na korte tijd een bestuursfunctie in de vereniging aangeboden, werd er een van de sleutelfiguren van en een boegbeeld van de nieuwe lokale agenda van Europa. Eerst werd hij bestuurslid van de Raad van Europese Gemeenten, sectie Nederland.
Hij had zitting in de commissie leefmilieu van de REG en werkte daarin mee aan het ontwikkelen van strategieën voor de bevordering van milieubesef en milieuvriendelijk gedrag, in een tijd toen het Rapport van de Club van Rome, De grenzen aan de groei nog niet verschenen was. Hij droeg bij tot het uitbouwen van een integraal kader voor het lokale milieubeleid, nog voordat van rijkswege de Urgentienota Milieuhygiëne het daglicht had gezien. De komst van gastarbeiders, de hereniging van gezinnen en de vorming van een multiculturele samenleving vormden ook een onderwerp aan de discussie waarover hij een bijdrage heeft geleverd. Zijn grootste inbreng binnen de REG, en binnen Europa, leverde hij op het vlak van de monumentenzorg, de stadsvernieuwing en de stedelijke vernieuwing. Onder zijn voorzitterschap kwamen beleidsnota's tot stand die later resulteerden in nieuwe visies op deze onderwerpen, nieuwe wettelijke regelingen en nieuwe beleidsinstrumenten. Hij had de overtuiging dat gemeenten in Europa op deze terreinen gezamenlijk moesten optreden en als voortrekker moesten fungeren.
Begin jaren tachtig werd hij voorzitter van de Commissie Stadsvernieuwing van de REG. Later werd hij voorzitter van de Permanente Conferentie voor de Europese Stadsvernieuwing, die verspreid over Europa, bijeenkomsten over de thematiek van stedelijke vernieuwing hield. In dit verband werd ook een Nederlandstalig tijdschrift uitgegeven, eerst onder de titel Kijk op Europese Stadsvernieuwing, later onder de titels Europolis en Eurostad. Deze activiteiten ontwikkelde hij steeds in 'tandem' met professor Nico Nelissen.

## Publicaties
- De sociaal-economische structuur van de gemeente Nieuwe Pekela, Van Gorcum, Assen, 1952
- Monumentenzorg nieuwe stijl in: Tijdschrift van de Koninklijke Nederlandsche Heide Maatschappij, 1975
- Voorwoord in: MV & AV Middelburg, 1916-1976, Jubileumboek ter gelegenheid van het 60-jarig bestaan van de voetbalvereniging "Middelburg", 1976
- Middelburgse ervaringen op de weg van Monumentenzorg naar stadsvernieuwing (samen met W.P.J. Baars), Serie:Stedebouw en volkshuisvesting / uitg. van het Nederlands instituut voor volkshuisvesting en stedebouw
- Middelburg, Serie:Stedebouw en volkshuisvesting / uitg. van het Nederlands instituut voor volkshuisvesting en stedebouw
- Monument en landelijk gebied, Discussienota van de Raad der Europese Gemeenten, 1978